# Гірничі журнали України

## Перелік основних журналів гірничого профілю України
| Назва видання                                                | Роки виходу  | Чисел на рік | Середньорічна кількість стор. / статей |
| ------------------------------------------------------------ | ------------ | ------------ | -------------------------------------- |
| Mining of Mineral Deposits                                   | з 2013 року  | 4            | 240 / 70—100                           |
| Проблеми гірського тиску                                     | 1995-2014    | 1—2          | 150—300 / 15—25                        |
| Відомості Академії гірничих наук України                     | 1994-2018(?) | 4            | 240 / 70—100                           |
| Вісті Донецького гірничого інституту                         | з 1995 року  | 2            | 200—400 / 50—80                        |
| Наукові праці ДонНТУ. Серія «Гірничо-геологічна»             | з 1999 року  | 1—2          | 100—150 / 10-15                        |
| Вуглехімічний журнал                                         | з 1993 року  | 4            | 280 / 50—80                            |
| Геотехнічна механіка                                         | з 1993 року  | 4            | 280 / 50—80                            |
| Гірнича електромеханіка та автоматика                        | 1965-2020    | 2            | 120—150 / 70                           |
| Збагачення корисних копалин (періодичне видання)             | 1967-2018    | 4            | 680 / 120                              |
| Металургійна та гірничорудна промисловість                   | 1960-2019    | 4            | … 120                                  |
| Науковий вісник Національного гірничого університету України | з 1998 року  | 6            | 360 / 100                              |
| Уголь Украины (Вугілля України)                              | 1957-2018    | 12           | … 200                                  |
| Буріння                                                      | 2009-2013    | 4            | ....                                   |
| Розвідка та розробка нафтових і газових родовищ              | з 2001 року  | 4            | .....                                  |